# Дивље јагоде (филм)
Дивље јагоде (швед. Smultronstället) је шведски драмски филм из 1957. године у режији Ингмара Бергмана о остарелом професору који се, путујући на доделу почасне докторске титуле, поново присећа своје прошлости. Главне улоге тумаче Виктор Шестрем, у својој последњој улози, Биби Андерсон, Ингрид Тулин и Гунар Бјернстранд. Макс фон Сидоу се, такође, појављује у краткој улози. Бергман је написао сценарио за време боравка у болници. Зато што се бави тешким питањима о животу и провокативним темама као што су самооткривање и људска егзистенција, филм се често сматра једним од најемотивнијих, оптимистичнијих и најбољих Бергманових филмова.

## Радња
Мрзовољан, тврдоглав и егоистични професор Исак Борг је 78-годишњи лекар специјализован за бактериологију. Пре специјализације, радио је као лекар опште праксе у руралном делу Шведске. У пратњи са својом трудном снајком, Маријаном, која га не воли и која планира да се одвоји од његовог сина јединца, Евалда, Исак креће на пут са колима из Стокхолма за Лунд на доделу почасне докторске титуле од стране универзитета у Лунду.
Током путовања, Исак је приморан од стране кошмара, сањарења, старости и предстојеће смрти да преиспита свој живот. На путу за Лунд, они сусрећу неколико група аутостопера, која, Исака, свака на свој начин враћа у проблематичну прошлост. Прву групу аутостопера чине два млађа мушкарца и њихова другарица, Сара, која Исака подсећа, такође, на Сару, његову љубав из младости. Њих троје остају са њима током целог путовања. Следећа група аутостопера чине огорчен средовечни пар чије се возило умало није сударило са Исаковим и Маријаниним. Током пута, пар се непрестано свађа и Маријан захтева да изађу. Пар подсећа Исака на његов несрећни брак. Он прича успомене о свом детињству на приморју и о својој драгој Сари. Суочен са својом усамљеношћу и повученошћу, и препознајући те две особине у својој мајци и свом сину, он постепено почиње да прихвата себе, своју прошлост, садашњост и своју предстојећу смрт.
Коначно, Исак стиже до Лунда и добија награду почасне докторске титуле. Док покушава да заспи у кревету синовљеве куће, Исак је савладан осећањем мира и сновима о породичном излету поред језера. Затварање и потврђивање живота је коначно дошло, а Исаково лице зрачи радошћу.

## Улоге
| Глумац             | Улога                     |
| ------------------ | ------------------------- |
| Виктор Шестрем     | Професор Исак Борг        |
| Биби Андерсон      | Сара                      |
| Ингрид Тулин       | Мариан Борг               |
| Гунар Бјернстранд  | Евалд Борг                |
| Јулан Киндал       | Агда                      |
| Фолке Сундквист    | Андерс                    |
| Бјерн Бјелфвенстам | Виктор                    |
| Наима Вифстранд    | Исакова мајка             |
| Гунел Брострем     | Берит Алман               |
| Гертруд Фрид       | Карин Борг, Исакова жена  |
| Сиф Руд            | Ујна Олга                 |
| Гунар Шеберг       | Стен Алман                |
| Макс фон Сидоу     | Хенрик Окерман            |
| Оке Фридел         | Карин љубавник            |
| Ингве Нордвал      | Ујак Арон                 |
| Пер Шестранд       | Сигфрид Борг              |
| Гунел Линдблом     | Шарлота Борг              |
| Мавд Хансон        | Ангелика Борг             |
| Ан-Мари Виман      | Ева Окерман               |
| Ева Норе           | Ана Борг                  |
| Лена Бергман       | Кристина Борг, близнакиња |
| Моника Ерлинг      | Биргита Борг, близнакиња  |

## Продукција

### Почеци
Бергманова идеја за филм настала је током вожње од Стокхолма до Даларне када се зауставио у Упсали, у свом родном граду. Пролазећи поред куће своје бабе, изненада је замишљао како би било ако би отворио врата и унутра видео све као што је било за време његовог детињства. „Шта ако бисте могли да направите филм о овоме; у реалности отворите врата, уђете у своје детињство, затим отворите друга врата и вратите се назад у реалност, и онда направите круг око улице и вратите се у неком другом периоду свог постојања, и све иде даље, живи. То је у ствари биле идеја Дивљих јагода“. Касније, Бергман би променио причу о настанку филма. У Слике: Мој живот у филму, коментарисао је своју претходну изјаву: „То је лаж. Истина је да одувек живим у свом детињству.“

### Развој
Бергман је сценарио за Дивље јагоде написао у болници “Каролинска” (радно место Исака Борга) у Стокхолму почетком 1957. Био је у болници два месеца због желудачних проблема и стреса. Бергманов доктор је био његов добар пријатељ Стуре Хеландер који га је позвао да присуствује његовим предавањима о психоматици. Хеландер је био ожењен са Гунел Линдблом која је играла Исакову сестру у филму. Бергман је био на врхунцу своје каријере након тријумфалне сезоне у позоришту у Малмеу, где је био уметнички режисер од 1952. године, и успеха филмова Осмеси летње ноћи и Седми печат. Међутим, његов приватни живот је био у расулу; његов трећи брак је био на ивици развода; његова веза са Биби Андерсон, која је почела 1954, била је при крају; његов однос са родитељима био је у опадању.
Одабир глумаца и пре-продукција је брзо напредовала. Сценарио је завршен 31. маја, а снимање је трајало од 2. до 27. јула 1957. Сцене у летњој кући су снимљене у Салтшебадену, модерном одмаралишту у Стокхолмском ахипелагу, а део сцене са кошмарима у Галма стану, старом делу града у Стокхолму. Већи део филма је снимљена у Svensk Filmindustri студију.

### Одабир глумаца
Режисеров непосредни одабир за главну улогу старог професора је био Виктор Шестрем, Бергманов идол из доба немих филмова и саветник у Svensk Filmindustri продукцијској кући.
У Бергман на Бергман, Бергман је изјавио да је само мислио на Шестрема када је сценарио завршен, и да је питао Карла Димлинга, филмског продуцента, да контактира познатог глумца и филмског режисера. Ипак, у Слике: Мој живот у филму је тврдио: „Вероватно је неважно да никада за тренутак нисам помислио на Шестрема када сам писао сценарио. Предлог је дошао од Карла Димлинга. Колико се сећам, мислио сам много и дуго пре него што сам се сложио и доделио му улогу.“
Током снимања, здравље 79-огодишњег Шестрема давало је разлога за бригу. Димлинг га је убедио да прихвати улогу са речима: „Све што треба да радиш је да легнеш испод дрвета, једеш дивље јагоде и мислиш о свој прошлости, тако да није ништа мукотрпно.“ Ово је било нетачно и сав терет филма је пао на Шестрема који је у свим осим у једној сцени филма. У почетку, Шестрем је имао проблема са текстом што га је фрустрирало и љутило. Отишао би до ћошка и ударао би главом о зид све до изливања крви што је правило модрице. Понекад је цепидлачио преко детаља у тексту за филм. Да би растеретио свог поштованог ментора, Бергман је направио споразум са Ингрид Тулин да ако нешто крене наопако током сцене, она би преузела кривицу на себе. Ствари су кренуле на боље када су променили време снимања филма тако да је Шестрем могао да иде кући на свој уобичајени касно поподневни виски у пет сати. Шестрем се нарочито добро слагао са Биби Андерсон.
Као и обично, Бергман је бирао сараднике из тима од глумаца и техничара са којима је раније радио у филму и позоришту.
Као Сару, Биби Андерсон је играла обе, Боргову љубав из младости и шармантну и енергичну младу жену која га подсећа на изгубљену љубав. Андерсон, тада 21-годишњакиња, била је члан Бергманове чувене репертоарне дружине. Дао јој је малу улогу у свом филму из 1955. Осмеси летње ноћи и као лакрдијашева жена у филму из 1957. Седми печат. Она ће да настави да ради за њега у многим филмовима, пре свега у Персони.
Ингрид Тулин игра Мариан, тужну, нежну и топлу Боргову снајку. Она се појавила и у другим Бергмановим филмовима као љубавница у филму из 1963. Зимско светло и као једна од три сестре у филму из 1972. Крици и шапутања. Бергманова прва жена, Елсе Фишер, имала је кратку некредитовану улогу као Боргова мама у последњој ретроспекцији; њихова ћерка, Лена, играла је једну од Боргових сестара.

## Награде и признања
Филм је освојио Златног медведа за најбољи филм на 8. Берлинском филмском фестивалу, „Најбољи филм“ и „Најбољи глумац“ на Мар дел Плата филмском фестивалу и Златног глобуса за најбољи страни филм 1960. године. Такође је био номинован за Оскара за Најбољи оригинални сценарио.
Филм је утицао на филмове Вудија Алена: Друга жена, Злочини и преступи, Хари ван себе. У филму Сећања на звездану прашину заплет филма је сличан у томе да протагониста, режисер Сенди Бејтс (Вуди Ален), присуствује приказивању својих филмова, док се присећа свог живота и прошлих веза и покушава да поправи свој тренутни живот са ретроспекцијама. У филму Друга жена, главни лик филма, Марион Пост (Џина Роуландс), је такође оптужена од стране пријатеља и родбине што је хладна и неосетљива, што је приморава да поново преиспита свој живот. Ален је такође позајмио неколико тропова из Бергмановог филма, као што су Лин (Френсис Конри), Постова снајка, која јој говори да је њен брат Пол (Харис Јулин) мрзи и бивша студенткиња која говори Марион да је њено одељење променило њен живот. У филму Злочини и преступи, Ален је направио референцу на сцену у којој Исак гледа своју породицу док вечера.
У интервјуу за Cinema часопис 1966. године, Стенли Кјубрик је уврстио филм као његов други омиљени свих времена.